# Sechiopsis laciniata
Sechiopsis laciniata là một loài thực vật có hoa trong họ Cucurbitaceae. Loài này được (Brandegee) Kearns miêu tả khoa học đầu tiên năm 1992.